# Cosmobunus americanus
Cosmobunus americanus is een hooiwagen uit de familie Sclerosomatidae.